# BRO Esports
BRO Esports（簡稱BRO） 是一支台湾傳說對決職業戰隊，目前已全面解散走入歷史。
前身為Samsung Taiwan Esports（簡稱S.T，2020年夏季成立）；於2021年7月10日，改名為Bikertopia Esports。2023年春季賽，與原贊助商Bikertopia結束合作，將原簡稱BRO變全稱，改名為BRO Esports。獲得兩次GCS職業聯賽冠軍，並成為首支二連霸隊伍。於2024年1月13日，宣布全面解散，原隊員全數加入MOP更名後的新戰隊ANK。

## 傳說對決（已解散）

### 歷史沿革

#### 2021年
2021年夏季賽前，S.T改為由台灣哈雷車主俱樂部贊助，並改名Bikertopia Esports（簡稱BRO），隊員全數換人，僅留教練nT。2021年夏季賽，季初成員為凱撒路K、打野HanGi、中路T1（前ONE輔助）、魔龍路Zirui、輔助TLin ，隊伍中在該賽季幾乎全新人的陣容下，以1勝9敗，排名第六名，無緣季後賽。

#### 2022年
1月10日，凱撒路K離隊。
2022年春季賽，BRO補進Pika（前MAD凱撒路）、Xin（前MAD中路），賽季以5勝5敗，排名第四晉級季後賽，季後賽首輪七戰打滿擊敗ONE晉級第二輪，再以4:0完封MAD晉級總決賽。總決賽時，BRO以1:4敗給了ONE，無緣上演老四傳奇，拿下亞軍，但以GCS第二種子身分出戰2022年AIC國際錦標賽。
第19屆杭州亞運選拔賽，BRO分到C組，小組賽先以3:0橫掃莊敬猛虎，但被HKA以3:2擊敗，BRO進入敗部，以3:1擊敗TXO。BRO爭奪最後一張四強門票，需和其他兩隊進行加賽，成績最佳將獲得四強資格。四強門票戰，BRO以1:3敗MOP，以3:2擊敗MAD，戰績1勝1敗，無緣四強。
2022年AIC國際錦標賽，BRO被分到C組，小組賽第一階段以3勝0敗暫居小組第一，第二階段取得1勝1平，雖然戰績和ADT相同，但在塔數優勢的情況下，以C組第一晉級八強。八強賽第一輪以3:0橫掃RPL賽區第一種子BAC，但第二輪被AOG賽區第二種子VGM4:1擊敗，BRO進入敗部。進入敗部後，以4:1擊敗RPL賽區第三種子VCF進入四強，敗部四強再次面對BAC，原已被拿下3:1聽牌優勢，但BRO展現騎士不敗的精神連追三把，4:3逆轉BAC進入敗部決賽，再度面對VGM。在敗部決賽，VGM原先已取得3:1聽牌優勢，但BRO再度展現騎士不敗精神連拿兩把，但最後一把出現了有爭議的選角，以致於最終3:4惜敗VGM，以第三名結束初次國際賽旅程。
7月18日，教練nT離隊。
7月20日，打野HanGi離隊。
2022年夏季賽，季前補進Nai（前JT教練）執教，賽季以8勝2敗拿下例行賽第一進入季後賽。季後賽第一輪以2:4敗給MAD，落入敗部。在敗部區，先以4:1擊敗衛冕軍ONE，再以4:2復仇MAD，連續兩季晉入總決賽。總決賽時，面對FW，被3:1聽牌優勢，BRO再度扛下三個賽末點，最終以4:3逆轉擊敗FW，拿下首座總冠軍，FMVP為中路Xin，並以GCS第一種子的身分出戰2022年APL超級職業聯賽。
2022年APL超級職業聯賽，BRO被分到A組，以2勝2敗，排名A組第一晉級八強。八強第一輪3:0橫掃SGP，第二輪面對小組賽同組的KTN，小組賽尚未在KTN手上拿下大分的BRO，卻以4:2復仇晉級四強。四強賽面對八強後尚未輸過小分的BAC，被4:0橫掃進入敗部；敗部決賽再次面對SGP，可惜BRO仍未從前一天的狀態回穩，被4:0橫掃出局；連續兩次國際賽以第三名作收。

#### 2023年
2023年春季賽，與原贊助商Bikertopia結束合作，將原簡稱BRO變為全稱，改名為BRO Esports。維持原陣容的BRO雖然在開季有一些不穩定的表現，但是狀態逐漸走高，例行賽以7勝3敗和FW同分，不過對戰小分3:5落後FW，因此以第二名的成績晉級季後賽。季後賽第一輪對上例行賽第三名的ONE，以4:1輕取對手，晉級勝部。在勝部對上第一種子FW，最終大戰七場，以3:4不幸敗給FW，進入敗部，準決賽對上MOP，以4:2擊敗對手，連續三季晉級總決賽。總決賽，再次對上FW，BRO延續準決賽的氣勢，先是取得3:0的巨大優勢，最後4:2復仇擊敗FW，拿下2023年GCS春季總冠軍，並成為GCS史上首支二連霸隊伍，FMVP為打野TLin，以GCS第一種子的身分出戰2023年APL超級職業聯賽。
因2019冠狀病毒病疫情影響，導致第19屆杭州亞運延期，並且由於與「第一次選拔賽」相差太久，中華民國電子競技運動協會決定進行第二次選拔賽。第二次第19屆杭州亞運選拔賽，第一階段循環賽中，第一天以3:0橫掃ONE，第二天再以3:0橫掃FW，第三天3:1擊敗MOP，以三連勝晉級決賽，並再次對上FW，最終讓二追三，3:2逆轉擊敗FW，獲得「第19屆杭州亞運-電競項目《傳說對決》的中華台北亞運代表隊」資格。
2023年APL超級職業聯賽，分到B組，以4勝2敗，排名第三，晉級八強賽。第一輪3:1擊敗同賽區的HKA，第二輪4:1擊敗衛冕軍BAC，闖入四強賽，在勝部被AOG賽區第一種子SGP以3:4落敗，進入敗部，再次面對BAC，以4:0橫掃出局，獲得第三名，連續三次國際賽止步第三名。
第19屆杭州亞運電競項目《王者榮耀／傳說對決 亞運版》賽事，BRO分到B組，同組為寮國和香港，以1勝1敗，排名B組第二，無緣八強。
2023年夏季賽，維持原陣容的BRO在開季六連敗大低潮，在亞運賽事前僅獲得一勝，但在賽事結束回國後狀態逐漸走高，最後斬獲一波四連勝，例行賽以4勝6敗和DCG同分，不過小分以-7:-10領先DCG，因此以第四名晉級季後賽。季後賽第一輪對上例行賽第一種子FW，以2:4不敵FW，進入敗部。在敗部對上第三種子ONE，以4:0橫掃對手，晉級準決賽，再次對上FW。準決賽一度1:3落後FW，強勢取回兩分一度上演首次奪冠戲碼，但最後第七局失利，再次以3:4不敵對手，止步第三名，無緣連續四季晉級總決賽；但以GCS第三種子出戰2023年AIC國際錦標賽。
2023年AIC國際錦標賽，分到A組，以2勝3敗，排名第三，晉級八強；第一輪對上RPL賽區第三種子BHD，以3:1戰勝對手，第二輪對上RPL賽區第一種子TLN，以1:4不敵對手，進入敗部；對上同為GCS賽區的HKA，以1:4不敵對手，止步八強（六進四）。

#### 2024年
1月13日，BRO宣布完成階段性任務，退出GCS職業聯賽，且將選手及教練全員加入新戰隊ANK Gaming（ANK）。

## 賽事成績

### S.T時期
- 2020年
  - 2020年夏季：第六名
- 2021年
  - 2021年春季：第五名

### BRO時期
- 2021年
  - 2021年夏季：第六名
- 2022年
  - 2022年春季：亞軍
  - 2022年AIC國際錦標賽（GCS賽區第二種子隊）：季軍
  - 2022年夏季：總冠軍
  - 2022年APL超級職業聯賽（GCS賽區第一種子隊）：季軍
- 2023年
  - 2023年春季：總冠軍
  - 2023年APL超級職業聯賽（GCS賽區第一種子隊）：季軍
  - 第19屆杭州亞運（電競項目《王者榮耀／傳說對決 亞運版本》的中華台北亞運代表隊）：小組賽B組第二名（止步小組賽）[16]
  - 2023年夏季：季軍
  - 2023年AIC國際錦標賽（GCS賽區第三種子隊）：八強 六進四淘汰

## 隊伍名單

### 解散前最後選手
| 比賽帳號  | 本名   | 暱稱 | 遊戲定位                | 生日           | 國籍     | 經歷 | 常用英雄             |
| BRO Pika  | 吳哲宏 | 皮卡 | 凱撒路                  | 2003年10月11日 | 中華民國 | 前MAD凱撒路，現ANK輔助，2022年GCS夏季冠軍凱撒路，2023年GCS春季冠軍凱撒路，2022年GCS年度凱撒之星 | 筱清、莫拉、龍馬     |
| BRO TLin  | 余彥霖 | 彥霖 | 打野                    | 2005年7月21日  | 中華民國 | 前LCVS立志猩勢力校隊打野，前ANK打野，現ONE打野，2021年ACS夏季校園聯賽總冠軍，2021年ACS夏季校園聯賽冠軍賽FMVP，2022年GCS夏季冠軍打野，2023年GCS春季冠軍打野，2023年GCS年度打野之星，2023年GCS年度最有價值選手 | 納克羅斯、青硯、綺蘿 |
| BRO Xin   | 詹政勲 | 星爺 | 中路                    | 2001年11月27日 | 中華民國 | 前MAD、ANK中路，2022年GCS夏季冠軍中路，2023年GCS春季冠軍中路，2022年GCS夏季冠軍賽FMVP，2022年GCS年度中路之星                                                                                                 | 圖倫、狄拉克、伊格   |
| BRO Zirui | 黃子睿 | 子睿 | 魔龍輸出                | 2004年7月12日  | 中華民國 | 前JJVS莊敬猛虎校隊魔龍輸出、前ONE魔龍輸出，現ANK魔龍輸出，2022年GCS夏季冠軍魔龍輸出，2023年GCS春季冠軍魔龍輸出，2022年GCS夏季魔龍之星、2022年GCS年度最有價值選手、2023年APL最佳魔龍輸出                      | 蘇、堇、卡芬妮       |
| BRO T1    | 陳俊孝 | T1   | 輔助                    | 2003年8月10日  | 中華民國 | 前MOP打野、前ONE、ANK輔助，前RTS魔龍輸出，2022年GCS夏季冠軍輔助，2023年GCS春季冠軍輔助，2022年AIC最佳輔助、2022年GCS年度輔助之星、2022年GCS夏季輔助之星                                                      | 古木、塔拉、薩尼     |
| BRO Nai   | 黃國智 | 小奈 | 教練                    | 1993年11月26日 | 中華民國 | 前JT、ANK教練，2018年GCS春季冠軍教練，2022年GCS夏季冠軍教練，2023年GCS春季冠軍教練 |                      |
| BRO Jie   | 陳俊杰 | 俊杰 | 戰隊負責人、 打野(候補) | 1995年4月21日  | 中華民國 | 前MOP領隊，現ANK領隊，BRO的領隊&戰隊負責人&打野(候補) |                      |

### 過往成員
| 比賽帳號   | 遊戲定位                    | 國籍     | 備註 |
| S.T NNN    | 凱撒路                      | 中華民國 | 前SMG凱撒路、前MOP、ONE中路，前BMG輔助，轉隊後比賽帳號改為DerN                                                                   |
| S.T DaDa   | 打野                        | 中華民國 | 前MS、HKA、DCG打野，現黎明企鵝校隊打野，2021年GCS夏季賽冠軍打野，2023年GCS夏季賽冠軍打野，2022年春季賽擊殺王，2024年春季賽擊殺王 |
| S.T HuaLin | 中路                        | 中華民國 | 前ONE、FW中路，已退役 |
| S.T OneOne | 魔龍輸出                    | 中華民國 | 前MS魔龍輸出，2018年AWC外卡隊，已退役                                                                                            |
| S.T JieZ   | 輔助                        | 中華民國 | 前MOP輔助，已退役 |
| S.T Tian   | 中路                        | 中華民國 | 前CS正修龍校隊中路 |
| S.T Xiang  | 魔龍輸出                    | 中華民國 | 前CS正修龍校隊凱撒路 |
| S.T Wall-E | 輔助                        | 中華民國 | 前LIT黎明企鵝校隊輔助，現HKA後勤，2023年GCS夏季賽冠軍替補魔龍輸出                                                                |
| S.T GTea   | 凱撒路                      | 中華民國 | 前CST幼華戰龍校隊、HKA凱撒路，轉隊後比賽帳號改為Bala，已退役                                                                     |
| S.T JunWei | 魔龍輸出                    | 中華民國 | 現VNU萬能雄獅校隊打野 |
| S.T Xuan   | 魔龍輸出                    | 中華民國 | 前CS正修龍校隊、LCVS立志猩勢力校隊魔龍輸出                                                                                       |
| BRO HanGi  | 打野                        | 中華民國 | 前FW、ANK輔助，轉隊後比賽帳號改為Minda                                                                                           |
| BRO K      | 凱撒路                      | 中華民國 | 前JJVS莊敬猛虎校隊中路、前MOP中路                                                                                                |
| BRO NT     | 教練                        | 中華民國 | 前AHQ輔助，前S.T、BRU教練，現BMG教練，2024年GCS春季賽冠軍教練                                                                    |
| BRO Miruki | 副教練                      | 中華民國 | 前Team Queso主教練，前ONE教練，現GCS賽評                                                                                         |
| BRO Paul   | 戰隊負責人、 魔龍輸出(候補) | 中華民國 | BRO的領隊&戰隊負責人&候補魔龍輸出                                                                                                |

## 外部連結
- GCS職業聯賽 官方網站 Bikertopia Esports （页面存档备份，存于）
- Bikertopia Esports Facebook
- Bikertopia Esports Instagram
- Bikertopia Esports Youtube （页面存档备份，存于）
- Bikertopia Esports Tiktok （页面存档备份，存于）